# Ontario, Kalifornien
För andra betydelser, se Ontario (olika betydelser).
Ontario är en stad i San Bernardino County i Kalifornien i USA med cirka 160 000 invånare. Ontario ligger i det storstadsområde som brukar kallas Los Angeles. I Ontario finns en internationell flygplats, LA/Ontario International Airport.